# Orlando Bobo
(en) Statistiques sur pro-football-reference
Orlando Lamont Bobo, né le 9 février 1974 à West Point et mort le 14 mai 2007 à Dallas, est un joueur américain de football américain et de football canadien.

## Biographie

### Enfance
Bobo étudie à la West Point High School où il décroche, lors de sa dernière année, une nomination dans la seconde équipe-type de l'état du Mississippi au niveau lycéen,.

### Carrière

#### Université
En 1992, il entre à l'East Mississippi Community College et dispute deux saisons dans l'équipe de football américain des Lions, faisant partie de la seconde équipe All-American en 1993. Bobo est choisi dans la première série de recrutement de l'entraîneur Ed Zaunbrecher, le transférant à l'université de Northeast Louisiana en 1994.
Bobo entre dans la ligne offensive, jouant à trois postes différents, et se démarque par de bonnes rencontres, recevant le titre de meilleur joueur de la ligne offensive des Indians en 1995 et figurant dans la troisième équipe des Indépendants en 1994 et dans la première en 1995, pour son ultime passage en NCAA,.

#### Professionnel
Orlando Bobo n'est sélectionné par aucune équipe lors de la draft 1996 de la NFL. Signant avec les Vikings du Minnesota en août 1996, il passe toute cette saison avec l'équipe d'entraînement avant d'apparaître, pendant deux saisons, comme guard remplaçant et de se blesser à la jambe lors de la saison 1998. Laissé libre par les Vikings, il est sélectionné par les Browns de Cleveland lors de la draft d'expansion 1999 de la NFL sur le vingt-septième choix, effectuant son premier match comme titulaire chez les professionnels après une grave blessure à l’œil pour Orlando Brown.
En 2000, Bobo s'engage avec les Ravens de Baltimore et dispute sept matchs comme remplaçant, remportant le Super Bowl XXXV, puis douze lors de l'année suivante, récupérant un fumble. Remercié après deux saisons, il revient chez les Vikings mais n'est pas conservé à la suite du camp d'entraînement. Le guard se tourne vers le football canadien et signe chez les Blue Bombers de Winnipeg par l'intermédiaire du general manager Brendan Taman et dispute seize matchs, tous comme titulaire en 2004, permettant notamment à Charles Roberts de parcourir 1 522 yards sur le championnat,.
Le 14 mai 2007, Orlando Bobo décède à l'âge de 33 ans d'une insuffisance cardiaque et hépatique dans un hôpital de Dallas.